# L'Ange Gabriel
L'Ange Gabriel est un tableau réalisé par le peintre espagnol Francisco de Zurbarán vers 1631-1632. Cette huile sur toile est une peinture chrétienne qui représente l'archange Gabriel en pied, le regard levé vers le Ciel. Achetée en 1852 par la ville de Montpellier, en France, l'œuvre est conservée au musée Fabre.